# 세룡
세룡(細龍, Microsaurs)은 석탄기 후기에서 페름기 초기까지 생존한 멸종한 양서류들이다. 공추아강 세룡목(細龍目, Microsauria)에 속한다. 공추아강에 딸린 목들 중 가장 다양하고 종이 풍부한 목으로 여겨졌으나, 최근에는 측계통군으로 생각되고 있다.